# Cathédrale de la Sainte-Famille d'Anchorage
Pour les articles homonymes, voir Cathédrale de la Sainte-Famille.
Il existe d'autres cathédrales à Anchorage.
La cathédrale de la Sainte-Famille d'Anchorage (en anglais : Holy Family Cathedral) est un sanctuaire catholique établi à Anchorage, principale ville de l'État de l'Alaska, aux États-Unis. Reconstruite à plusieurs reprises, notamment après le tremblement de terre du 27 mars 1964, elle était le siège de l'archidiocèse d'Anchorage jusqu'en 2020, avant que ce ne soit la cathédrale Notre-Dame-de-Guadalupe (en) de l'archidiocèse d'Anchorage-Juneau.

## Historique
Tandis qu'à l'aube du XXe siècle, l'actuelle ville d'Anchorage n'était encore qu'une modeste bourgade composée de logis rudimentaires appelée Ship Creek, la communauté catholique, encore peu nombreuse, intervint auprès de l'évêque de Seattle afin qu'un prêtre lui soit envoyée. Ainsi arriva à Ship Creek le père Shepperd, premier prêtre catholique à être affecté dans la nouvelle paroisse. Peu après, décision fut prise de bâtir la première église catholique de la ville. Celle-ci fut achevée le 14 septembre 1915, sa consécration intervenant le 15 décembre de la même année.
Devenue inadaptée aux besoins du culte, l'église, érigée en cathédrale sur décision pontificale, fut totalement reconstruite peu après la Seconde Guerre mondiale.
Bâtie en béton sur les plans de l'architecte Augustine A. Porreca, originaire de Seattle, le nouveau sanctuaire fut ouvert au culte par une messe célébrée le 14 décembre 1947. Cependant, les travaux ne cessèrent que l'année suivante, en 1948.
Le 27 mars 1964, jour du Vendredi saint, un violent tremblement de terre d'une magnitude de 9,2 sur l'échelle de Richter secoua une partie du continent Nord-Américain. Connu sous le nom du Good Friday Earthquake, son épicentre fut localisée à seulement 120 kilomètres à l'est d'Anchorage. Du fait de la violence du séisme, les dégâts furent importants, et l'on déplora la mort de 115 personnes. Comme de nombreux édifices de la ville, la cathédrale fut partiellement détruite. Elle fut reconstruite à l'identique peu après.

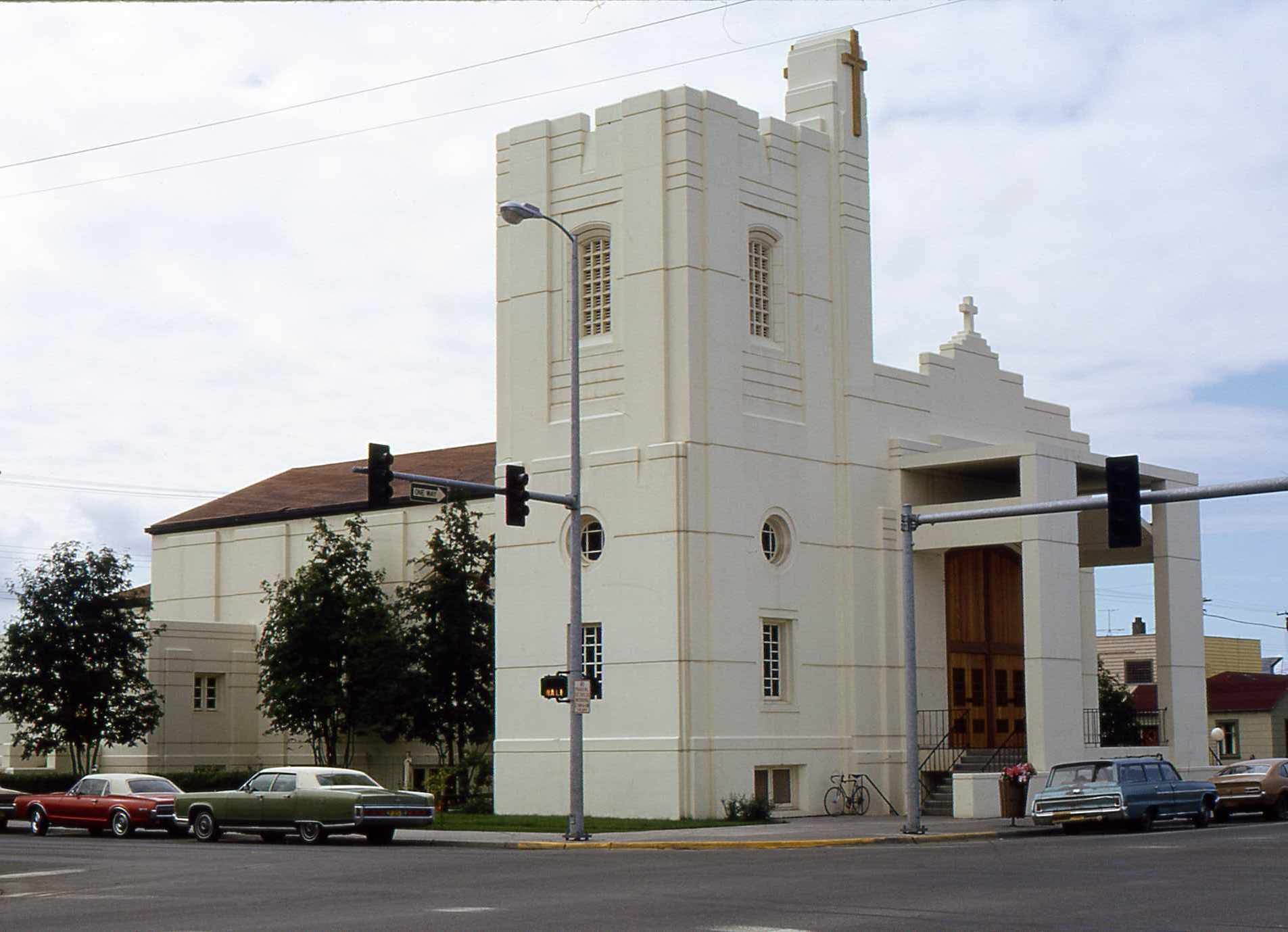
La cathédrale en 1972.

En 1966, la cathédrale devint le siège de l'archevêché d'Anchorage-Juneau.
D'un point de vue architectural, la cathédrale de la Sainte-Famille d'Anchorage se limite à un vaisseau unique de forme rectangulaire. Un clocher massif encadre la façade, prolongée par un porche imposant.